# Nederlandse kampioenschappen veldrijden 2009
De Nederlandse kampioenschappen veldrijden 2009 werden verreden op zaterdag 10 en zondag 11 januari 2009 in Huijbergen aan de noordzijde van de plaats. In Huijbergen werd in 2003 en 2006 eveneens al de Nederlandse kampioenschappen veldrijden gehouden en later ook in 2012.

## Uitslagen

### Mannen elite
Lars Boom was titelverdediger bij de mannen elite, nadat hij in de voorgaande twee jaren de titel had opgeëist. Ondanks zijn val bij de Azencross in Loenhout eind december, waarbij hij geblesseerd raakte aan zijn elleboog, stond hij aan de start. Er stonden 18 renners in de eliteklasse aan de start. Boom won zijn derde titel en liet Thijs Al en Richard Groenendaal achter zich op de tweede en derde plaats. Voor achtvoudig Nederlands kampioen Richard Groenendaal was het zijn laatste deelname aan het Nederlands kampioenschap.
| Plaats                    | Naam                | Tijd    |
| ------------------------- | ------------------- | ------- |
| Nederlandse kampioenstrui | Lars Boom           | 1:04.15 |
| Zilver                    | Thijs Al            | + 10    |
| Brons                     | Richard Groenendaal | + 26    |
| 4                         | Gerben de Knegt     | + 1.21  |
| 5                         | Eddy van IJzendoorn | + 1.31  |
| 6                         | Wilant van Gils     | + 2.00  |
| 7                         | Thijs van Amerongen | + 2.37  |
| 8                         | Patrick van Leeuwen | + 3.37  |
| 9                         | Tim Heemskerk       | + 3.59  |
| 10                        | Micha de Vries      | + 4.28  |

### Vrouwen elite
Mirjam Melchers-van Poppel was de titelverdedigster waarbij zij in het voorgaand jaar haar tweede titel had gewonnen. Ze werd in de wedstrijd, in een veld van 29 vrouwen, verslagen door Daphny van den Brand die haar tiende nationale titel won. Saskia Elemans werd derde.
| Plaats                    | Naam                       | Tijd   |
| ------------------------- | -------------------------- | ------ |
| Nederlandse kampioenstrui | Daphny van den Brand       | 41.45  |
| Zilver                    | Mirjam Melchers-van Poppel | + 1.29 |
| Brons                     | Saskia Elemans             | + 1.59 |
| 4                         | Sanne van Paassen          | + 2.38 |
| 5                         | Marianne Vos               | + 3.04 |
| 6                         | Arenda Grimberg            | + 3.06 |
| 7                         | Abke Francissen            | z.t.   |
| 8                         | Reza Hormes-Ravenstijn     | + 3.48 |
| 9                         | Loes Gunnewijk             | + 5.20 |
| 10                        | Monique van de Ree         | + 5.46 |

### Mannen beloften
| Plaats                    | Naam                | Tijd   |
| ------------------------- | ------------------- | ------ |
| Nederlandse kampioenstrui | Boy van Poppel      | 52.46  |
| Zilver                    | Micki van Empel     | + 11   |
| Brons                     | Ramon Sinkeldam     | + 53   |
| 4                         | Kobus Hereijgers    | + 1.46 |
| 5                         | Geert van der Horst | + 1.49 |
| 6                         | Maurits Lammertink  | + 2.11 |
| 7                         | Jasper Ockeloen     | + 2.16 |
| 8                         | Johim Ariesen       | + 2.27 |
| 9                         | Mitchell Huenders   | + 2.41 |
| 10                        | Kaj Slenter         | + 2.47 |

### Jongens junioren
| Plaats                    | Naam                    | Tijd   |
| ------------------------- | ----------------------- | ------ |
| Nederlandse kampioenstrui | Lars van der Haar       | 37.28  |
| Zilver                    | Tijmen Eising           | + 32   |
| Brons                     | David van der Poel      | + 53   |
| 4                         | Michiel van der Heijden | + 57   |
| 5                         | Gert-Jan Bosman         | + 1.06 |
| 6                         | Corné van Kessel        | + 1.20 |
| 7                         | Moreno Hofland          | z.t.   |
| 8                         | Emiel Dolfsma           | z.t.   |
| 9                         | Jelle Lugten            | + 1.44 |
| 10                        | Daan Meijers            | z.t.   |

Kampioenschappen:  Wereldkampioenschappen · 
 Europese kampioenschappen · 
 Belgische kampioenschappen · 
 Nederlandse kampioenschappen
Klassementen:  Wereldbeker · 
 Superprestige · 
 GvA Trofee · 
 TOI TOI Cup · 
 Challenge national
1963 · 
1964 · 
1965 · 
1966 · 
1967 · 
1968 · 
1969 · 
1970 · 
1971 · 
1972 · 
1973 · 
1974 · 
1975 · 
1976 · 
1977 · 
1978 · 
1979 · 
1980 · 
1981 · 
1982 · 
1983 · 
1984 · 
1985 · 
1986 · 
1987 · 
1988 · 
1989 · 
1990 · 
1991 · 
1992 · 
1993 · 
1994 · 
1995 · 
1996 · 
1997 · 
1998 · 
1999 · 
2000 · 
2001 · 
2002 · 
2003 · 
2004 · 
2005 · 
2006 · 
2007 · 
2008 · 
2009 · 
2010 ·
2011 ·
2012 ·
2013 ·
2014 ·
2015 ·
2016 ·
2017 ·
2018 ·
2019 ·
2020 ·
2021 ·
2022 ·
2023 · 2024 · 2025